# Marion Marquet
Pour les articles homonymes, voir Marquet.
Marion Marquet est une ancienne joueuse française de volley-ball née le 28 janvier 1981 et une designer UX-UI free lance depuis 2007. Elle mesure 1,69 m et joue libero.

## Clubs
| Club                            | Pays   | De   | À    |
| ------------------------------- | ------ | ---- | ---- |
| Pays d'Aix Venelles Volley-Ball | France | 2005 | 2007 |
| Istres Sports Volley-Ball       | France | 2008 | 2009 |

## Palmarès
4e proA 2009.